# A. Ruth und Sohn

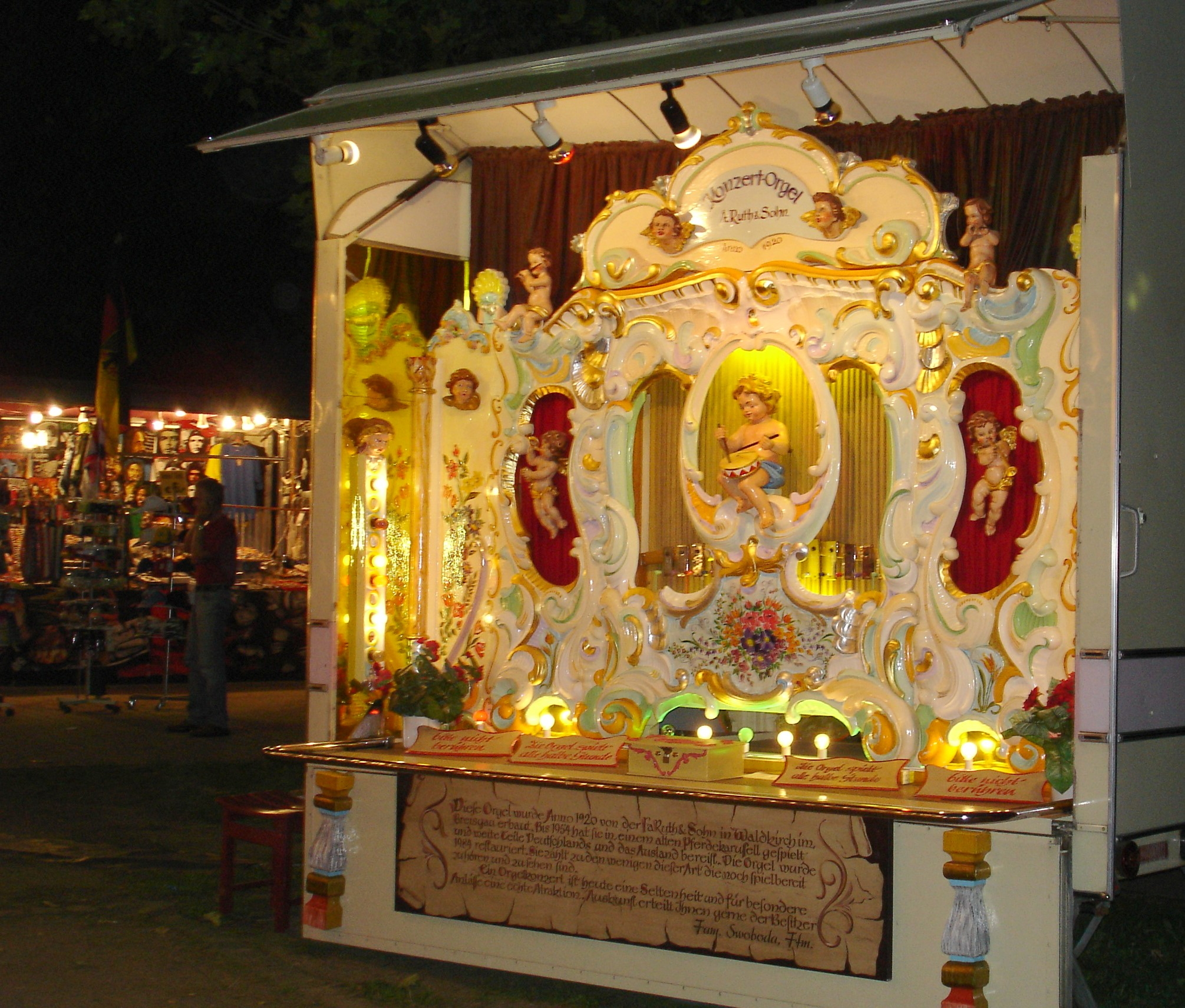
Een kermisorgel van Ruth op een Duitse markt

De firma A. Ruth und Sohn was een Duitse orgelbouwersfamilie, die voornamelijk kermisorgels vervaardigde in de periode 1841-1938.

## Geschiedenis
Andreas Ruth (1817-1888) leerde het orgelbouwvak bij Ignaz Bruder, van wiens vrouw hij familie was. In 1841 vestigde hij zich in Waldkirch waar hij zich bezighield met het vervaardigen van klokken met speelwerkjes en van draaipiano’s, die bij kenners bekendstaan als "Hackbretter", en later cilinderorgels.

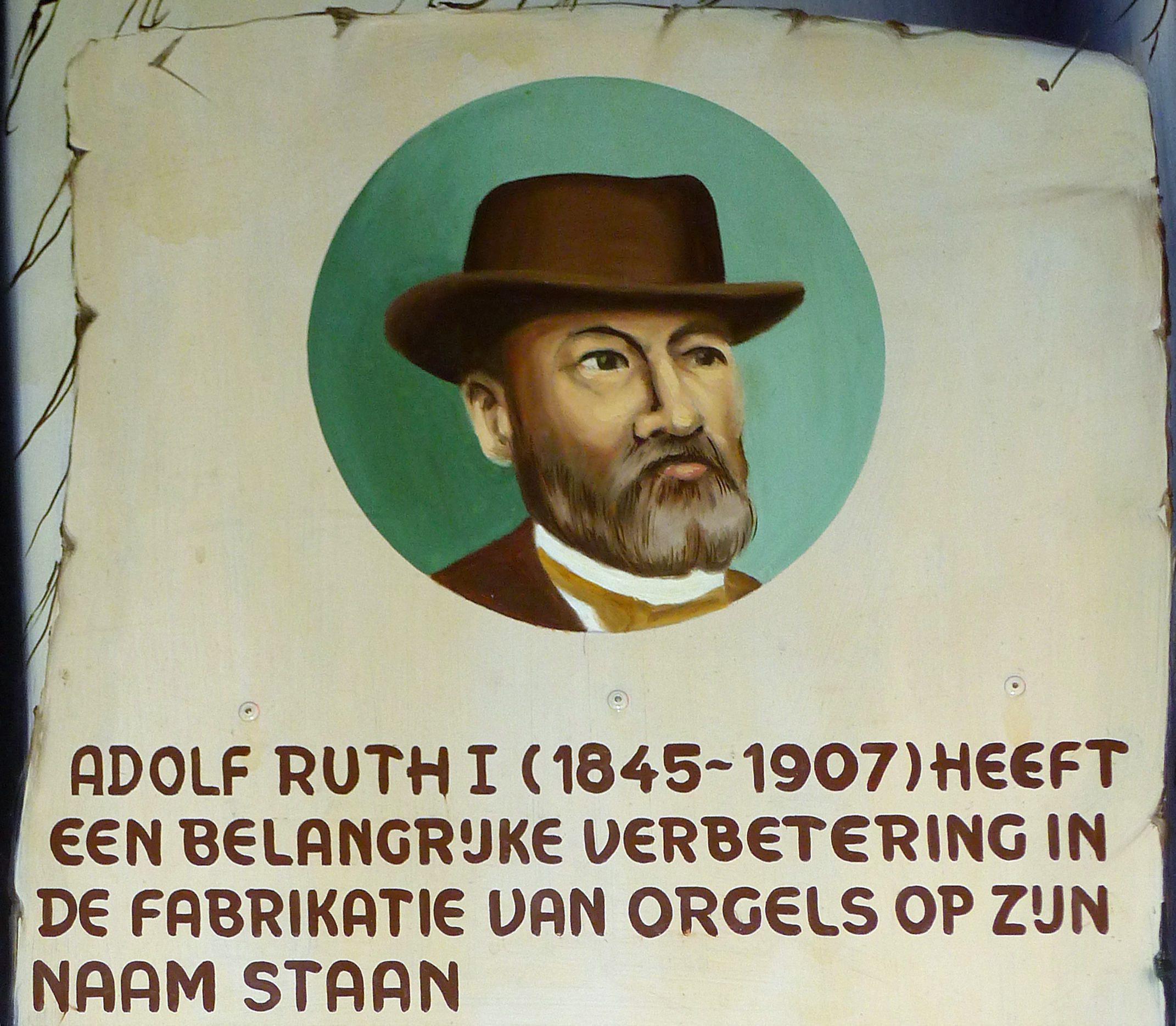
Adolf Ruth I

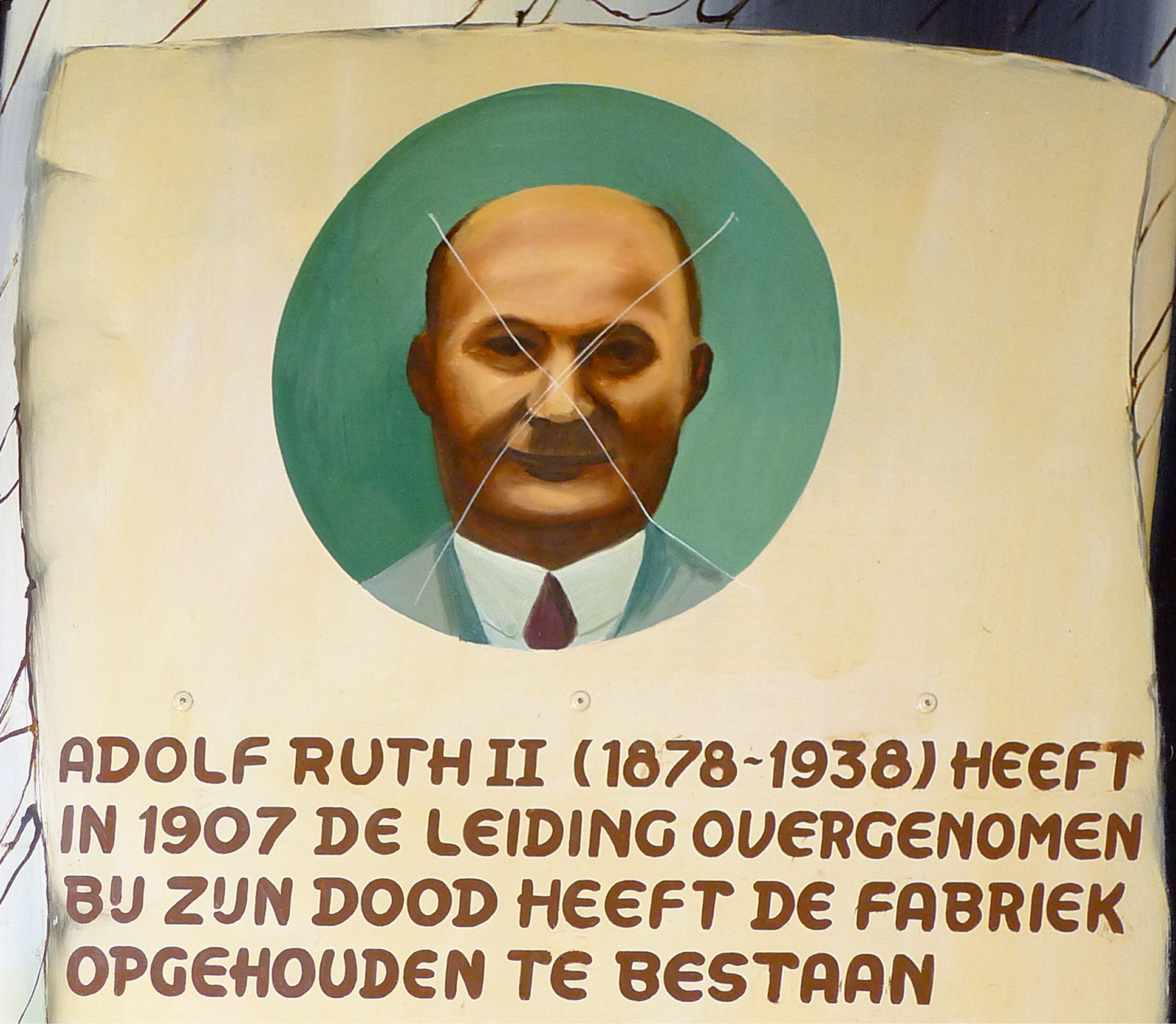
Adolf Ruth II

Zijn zoon Adolf Ruth I (1845-1907) nam in 1875 de leiding van het bedrijf over. Adolf Ruth was niet alleen een goede technicus en handig zakenman, maar ook een muzikaal begaafd man. Onder zijn leiding kwam de bouw van grotere cilinderorgels op gang en het bedrijf kwam tot grote bloei. In 1900 begon de fabriek ook met het vervaardigen van boekorgels.
Diens zoon Adolf Ruth II (1887-1938) nam na het overlijden van zijn vader in 1907 de leiding over. Vooral op het muzikale vlak overtrof hij zijn vader; door hem en zijn meesterknecht Rudolph Weisser werd het repertoire van vooral semi-klassieke muziekstukken zodanig uitgebreid dat het in de toenmalige Duitse orgelindustrie zijn weerga niet kende, noch wat hoeveelheid, noch wat kwaliteit betrof. In het begin van de jaren 1930 begon de malaise, voomamelijk als gevolg van de opkomst van radio en grammofoon. Na de dood van Adolf Ruth II in 1938 werd het bedrijf geliquideerd. Het grootste deel van de inboedel werd gekocht door H. Voigt te Frankfurt; dit bedrijf is nog steeds actief.
De orgels van de firma A. Ruth und Sohn werden destijds door de klanten, en heden door de liefhebbers, beschouwd als de "Rolls-Royce" onder de kermisorgels. Ze stonden bekend als bijzonder goed gebouwde instrumenten die weinig onderhoud nodig hadden, zelden bijgestemd hoefden te worden, en onder bijna alle weersomstandigheden bleven spelen. Bovendien leverde Ruth uitstekende muziekarrangementen, die nu nog altijd beschouwd kunnen worden als een goede weergave van de muziek zoals ze in de eerste dertig jaren van de 20e eeuw werd gespeeld.